# 玄海船歌
「玄海船歌」（げんかいふなうた）は、2008年2月13日にコロムビアミュージックエンタテインメント（現・日本コロムビア）から発売された氷川きよし13枚目のシングル。

## 解説
- 前作の2枚同時リリースから約10ヶ月ぶりの発売である。
- オリコンチャートではポルノグラフィティの「あなたがここにいたら」に敗れ2位。約3500枚の僅差だった。
- 第41回日本有線大賞にて有線音楽優秀賞・最多リクエスト曲賞を受賞。
- 第50回日本レコード大賞にて優秀作品賞を受賞。

## 収録曲
1. 玄海船歌
作詞：松井由利夫、作曲：水森英夫、編曲：伊戸のりお
2. 北愁
作詞：松井由利夫、作曲：杜奏太朗、編曲：伊戸のりお
3. 玄海船歌 オリジナル・カラオケ
4. 北愁 オリジナル・カラオケ
5. 玄海船歌 半音下げオリジナル・カラオケ
6. 玄海船歌 半音下げオリジナル・カラオケ　ガイドメロ入り